# Vaghia blascoi
Vaghia blascoi är en kvalsterart som beskrevs av Travé 1981. Vaghia blascoi ingår i släktet Vaghia och familjen Galumnidae. Inga underarter finns listade i Catalogue of Life.